# Rawalele
Rawalele is een bestuurslaag in het regentschap Subang van de provincie West-Java, Indonesië. Rawalele telt 4202 inwoners (volkstelling 2010).